# Lenne Hardt
Lenne Hardt é uma locutora da organização popular de artes marciais misturadas, PRIDE Fighting Championships e dubladora que já trabalhou em inúmeros jogos populares de Video game recentemente.
Hardt se tornou uma dubladora e locutora popular no Japão, após se mudar de Nova Iorque em 1988 e trabalhar como DJ em inúmeras rádios e emissoras de televisão de Tókio e outros lugares. Na sua carreira, ela já trabalhou na televisão e nos cinemas, porém mais recentemente como locutora do PRIDE.
A maioria das dublagens de Hardt consiste recentemente em jogos de video game. Ela foi creditada em jogos como Shenmue e Shenmue II, Bloody Roar 3, Virtua Fighter 4, Silent Hill 3, Mega Man X7, Rumble Roses, Musashi: Samurai Legend, Tekken 5, e mais recentemente em Kinnikuman Muscle Grand Prix Max. Ela também trabalhou em alguns animes, comerciais de televisão e outras produções. Hardt também já trabalhou no teatro como comediante.

## Papéis em animes
- Hayate the Combat Butler - MC (Episódio 28)
- Idaten Jump
- Kirarin Revolution